# Raise Your Fist and Yell
Raise Your Fist and Yell je sedmnácté studiové album amerického zpěváka Alice Coopera. Album produkoval Michael Wagner a vyšlo v září 1987 u vydavatelství MCA Records. V žebříčku Billboard 200 se album umístilo na 73. příčce.
Skladba „Prince of Darkness“ zazněla ve filmu Vládce temnot režiséra Johna Carpentera.

## Seznam skladeb
| Pořadí         | Název                 | Autor                       | Délka |
| -------------- | --------------------- | --------------------------- | ----- |
| 1.             | Freedom               | Alice Cooper, Kane Roberts  | 4:09  |
| 2.             | Lock Me Up            | Cooper, Roberts             | 3:24  |
| 3.             | Give the Radio Back   | Cooper, Roberts             | 3:34  |
| 4.             | Step on You           | Cooper, Roberts             | 3:39  |
| 5.             | Not That Kind of Love | Cooper, Roberts             | 3:15  |
| 6.             | Prince of Darkness    | Cooper, Roberts             | 5:10  |
| 7.             | Time to Kill          | Cooper, Roberts             | 3:39  |
| 8.             | Chop, Chop, Chop      | Cooper, Roberts             | 3:06  |
| 9.             | Gail                  | Cooper, Roberts, Kip Winger | 2:30  |
| 10.            | Roses on White Lace   | Cooper, Roberts             | 4:27  |
| Celková délka: | Celková délka:        | Celková délka:              | 36:53 |

## Obsazení
- Alice Cooper – zpěv
- Kane Roberts – kytara
- Kip Winger – baskytara
- Paul Horowitz – klávesy
- Ken Mary – bicí